# Carrie Morrison
 Carrie Morrison  (* 3. Februar 1888 in Richmond (London), England; † 20. Februar 1950 in Hertford, England) war eine Anwältin, die als erste Frau in England als Anwältin zugelassen wurde.

## Leben und Werk
Morrison war die Tochter von Vater Thomas Morrison (1834–1901) und Judith Wakefield Morrison (1856–1924). Aufgrund der Arbeit ihres Vaters besuchte sie bis zum Alter von 15 Jahren in vier verschiedenen Ländern fünf Schulen, bevor sie von 1904 bis 1907 an der Manchester High School for Girls ausgebildet wurde. 1910 schloss sie ihr Studium am Girton College an der University of Cambridge mit Auszeichnung in mittelalterlichen und modernen Sprachen ab und unterrichtete danach Sprachen an verschiedenen Schulen. 1919 arbeitete sie für den britischen Geheimdienst MI5 in Konstantinopel.
Nach dem Inkrafttreten des Sex Disqualification (Removal) Act 1919  wurde es Frauen ermöglicht, sich als Anwältinnen zu qualifizieren. Morrison konnte sich zusammen mit Mary Pickup, Mary Sykes und Maud Crofts ihre Prüfungen oder Artikel der Law Society, wie sie damals genannt wurden, abschließen und sich als Anwältin qualifizieren. Diese sehr kleine Gruppe weiblicher Anwälte gründete den The 1919 Club in honour of the date of the Act, der später in Association of Women Solicitors umbenannt wurde. Morrison wurde als die erste der vier Frauen als Anwältin am Obersten Gerichtshof des Vereinigten Königreichs zugelassen. Sie beriet in der Anwaltsabteilung von Poor Man in Toynbee Hall und war ebenso wie Sykes Soroptimistin.
1927 heiratete sie den 15 Jahre jüngeren Anwalt Ambrose Appelbe. Sie weigerte sich, ihren Ehenamen zu verwenden, und bat die Gerichtsbeamten in Gerichtsakten auf ihren Beruf und nicht auf ihren Familienstand Bezug zu nehmen. Obwohl sie sich später scheiden ließ, war sie weiterhin mit ihrem Ex-Ehemann zusammen tätig und beide waren aktiv in der Married Woman’s Association. Sie arbeitete bis zu ihrem Tod in Borough of Broxbourne, Hertfordshire.
Bis 1967 waren 2,7 % der Anwälte in England Frauen. 1931, neun Jahre nach der Zulassung von Morrison, hatten sich nur etwa 100 Frauen als Anwältinnen qualifiziert. Noch 1967 waren nur 2,7 % der Anwälte Frauen, bis 1997 32 % und bis zum 100. Jahrestag der Zulassung von Morrison waren über 52 % der qualifizierten Anwälte Frauen.